# 平康站
平康站（朝鲜语：／ P'yŏnggang-yŏk */?）是位于朝鮮民主主義人民共和國江原道平康郡的一個鐵路車站，属于江原线。

## 邻近车站
福溪站 - 平康站